# Argoravinia brasiliana
Argoravinia brasiliana är en tvåvingeart som beskrevs av Guilherme A.M.Lopes 1988. Argoravinia brasiliana ingår i släktet Argoravinia och familjen köttflugor. Inga underarter finns listade i Catalogue of Life.